# Totalitarizem
Totalitarizem kot pojem se je pojavil v petdesetih letih 20. stoletja v ZDA. Prvi ga je uporabil Carl Joachim Friedrich v delu Totalitarian Dictatorship and Autocracy, ki ga je uporabljal tako za pojav komunistične diktature kot tudi za nacio-fašistično diktaturo, in sicer z argumentoma:
a) da sta si sistema bližja med seboj kot s katerim koli drugim političnim sistemom;
b) da gre za izključen pojav 20. stoletja v času moderne tehnologije in množične demokracije.
Glavne značilnosti totalitarizma:
1. gre za uradno diktaturo, ki pokriva vsa področja človeškega življenja;
2. enopartijski sistem, ki ga vodi diktator;
3. sistem policijske kontrole;
4. nadzor nad vsemi sredstvi propagande;
5. koncentracija vojaških sil;
6. centralno vodenje in nadzor nad gospodarstvom.

Drugi avtorji (npr. Nolte) ločujejo oba pojava, saj da gre za različne ideologije.